# Línea 350A (Interurbanos Madrid)
La línea 350A de la red de autobuses interurbanos de Madrid une el Hospital del Sureste (Arganda del Rey) con Perales de Tajuña, Villarejo de Salvanés, Valdaracete, Brea de Tajo y Estremera.

## Características
Esta línea une el Hospital del Sureste, en Arganda del Rey, con los municipios arriba expuestos en un tiempo estimado de 60 minutos. La línea, al igual que ocurre con las líneas 350B y 350C, tiene como finalidad comunicar los pueblos del sureste de la Comunidad de Madrid con su hospital de referencia. 
La línea mantiene los mismos horarios todo el año (exceptuando las vísperas de festivo y festivos de Navidad). Como curiosidad, tiene mejor frecuencia los fines de semana que entresemana, detalle que le diferencia de todas las líneas del CRTM. 
Está operada por la Empresa Ruiz mediante la concesión administrativa VCM-303 - Madrid –  Barajas de Melo – Villamayor de Santiago (Viajeros Comunidad de Madrid) del Consorcio Regional de Transportes de Madrid.

## Horarios
Los horarios que no sean cabecera son aproximados.
| Lunes a viernes laborables              |                                  |                                  |                                  |                                  |                                  |                                  |                                  |                                  |                                  |                                  |                                  |
| Hospital del Sureste > Estremera        | Hospital del Sureste > Estremera | Hospital del Sureste > Estremera | Hospital del Sureste > Estremera | Hospital del Sureste > Estremera | Hospital del Sureste > Estremera | Estremera > Hospital del Sureste | Estremera > Hospital del Sureste | Estremera > Hospital del Sureste | Estremera > Hospital del Sureste | Estremera > Hospital del Sureste | Estremera > Hospital del Sureste |
| Hospital del Sureste                    | Perales de Tajuña                | Villarejo de Salvanés            | Valdaracete                      | Brea de Tajo                     | Estremera                        | Estremera                        | Brea de Tajo                     | Valdaracete                      | Villarejo de Salvanés            | Perales de Tajuña                | Hospital del Sureste             |
| 08:00                                   | 08:20                            | 08:30                            | 08:40                            | 08:50                            | 09:00                            | 06:45                            | 06:55                            | 07:05                            | 07:15                            | 07:25                            | 07:45                            |
| 10:30                                   | 10:50                            | 11:00                            | 11:10                            | 11:20                            | 11:30                            | 09:15                            | 09:25                            | 09:35                            | 09:45                            | 09:55                            | 10:15                            |
| 13:00                                   | 13:20                            | 13:30                            | 13:40                            | 13:50                            | 14:00                            | 11:45                            | 11:55                            | 12:05                            | 12:15                            | 12:25                            | 12:45                            |
| 15:30                                   | 15:50                            | 16:00                            | 16:10                            | 16:20                            | 16:30                            | 14:15                            | 14:25                            | 14:35                            | 14:45                            | 14:55                            | 15:15                            |
| Sábados laborables, domingos y festivos |                                  |                                  |                                  |                                  |                                  |                                  |                                  |                                  |                                  |                                  |                                  |
| Hospital del Sureste > Estremera        | Hospital del Sureste > Estremera | Hospital del Sureste > Estremera | Hospital del Sureste > Estremera | Hospital del Sureste > Estremera | Hospital del Sureste > Estremera | Estremera > Hospital del Sureste | Estremera > Hospital del Sureste | Estremera > Hospital del Sureste | Estremera > Hospital del Sureste | Estremera > Hospital del Sureste | Estremera > Hospital del Sureste |
| Hospital del Sureste                    | Perales de Tajuña                | Villarejo de Salvanés            | Valdaracete                      | Brea de Tajo                     | Estremera                        | Estremera                        | Brea de Tajo                     | Valdaracete                      | Villarejo de Salvanés            | Perales de Tajuña                | Hospital del Sureste             |
| 09:35                                   | 09:55                            | 10:05                            | 10:15                            | 10:25                            | 10:35                            | 10:40                            | 10:50                            | 11:00                            | 11:10                            | 11:20                            | 11:40                            |
| 12:20                                   | 12:40                            | 12:50                            | 13:00                            | 13:10                            | 13:20                            | 13:30                            | 13:40                            | 13:50                            | 14:00                            | 14:10                            | 14:30                            |
| 15:00                                   | 15:20                            | 15:30                            | 15:40                            | 15:50                            | 16:00                            | 15:50                            | 16:00                            | 16:10                            | 16:20                            | 16:30                            | 17:00                            |
| 17:40                                   | 18:00                            | 18:10                            | 18:20                            | 18:30                            | 18:40                            | 18:50                            | 19:00                            | 19:10                            | 19:20                            | 19:30                            | 19:50                            |
| 20:20                                   | 20:40                            | 20:50                            | 21:00                            | 21:10                            | 21:20                            |                                  |                                  |                                  |                                  |                                  |                                  |

## Recorrido y paradas

### Sentido Estremera
La línea comienza su recorrido en la Ronda Sur, frente al Hospital del Sureste, en Arganda del Rey. Posteriormente toma la Avenida del Ejército, donde hace frente a la Plaza de España una parada y otra posteriormente. En la rotonda siguiente a esta última parada, coge la carretera de Loeches hasta llegar a la intersección con la Avenida de Valencia, vía que coge y recorre hasta el final, saliendo del término municipal de Arganda del Rey e incorporándose a la N-3.
Recorre algunos kilómetros la N-3 y hace una parada en ella antes de entrar en Perales de Tajuña, pueblo por cuyas calles Mayor Alta y Mayor Baja pasa. También llega hasta la Plaza de la Constitución del pueblo. Una vez recorrido el municipio, se incorpora en la A-3, autovía que abandona en la salida 48 para entrar al núcleo urbano de Villarejo de Salvanés. En este municipio, recorre las calles Samuel Baltés y Encomienda, pasando por la Plaza de España. 
Una vez llega a esta plaza, toma la calle Mayor y posteriormente la M-222, saliendo del término municipal y llegando a Valdaracete, municipio que atraviesa por la calle Fuente Santa y que abandona de nuevo cogiendo la M-222, esta vez hasta Brea de Tajo, no sin previamente abandonar esta carretera y coger la M-221 pues la M-222 se desvía hacia la derecha en el sentido de la marcha. Tras recorrer este último municipio, coge la calle Azor para abandonar el término municipal y llegar a Estremera, donde tiene su cabecera.
| Código | Parada                                    | Común con                                  | Conexión con Metro | Municipio             | Zona |
| ------ | ----------------------------------------- | ------------------------------------------ | ------------------ | --------------------- | ---- |
| 17491  | Ronda Sur - Hospital del Sureste          | 313 322 350B 350C 2 4                      |                    | Arganda del Rey       |      |
| 07454  | Av. Ejército - Vereda del Melero          | 312 312A 313 320 321 322 350B 350C 1       | Arganda del Rey    | Arganda del Rey       |      |
| 07454  | Av. Ejército - Plaza de la Bienvenida     | 312 312A 313 320 321 322 350B 350C 1       |                    | Arganda del Rey       |      |
| 07461  | Ctra. Loeches - Zoco                      | 312 312A 313 320 321 322 326 350B 350C 1 2 |                    | Arganda del Rey       |      |
| 10655  | Ctra. Loeches - Dr. Escribano Ortiz       | 285 313 320 321 322 326 350B 350C 1 2      |                    | Arganda del Rey       |      |
| 17484  | Av. Valencia - Plaza del Progreso         | 350B 350C 351 352 353                      |                    | Arganda del Rey       |      |
| 17486  | Av. Valencia - Cementerio Viejo           | 350B 350C 351 352 353                      |                    | Arganda del Rey       |      |
| 11904  | Real - Av. Valencia                       | 320 322 326 350B 350C 351 352 353 2        |                    | Arganda del Rey       |      |
| 11903  | Ctra. N-3 - Estación de Comunicaciones    | 322 326 350B 350C 351 352 353              |                    | Arganda del Rey       |      |
| 18158  | Mayor Alta - Rana                         | 322 326 350B 350C 351 352 353              |                    | Perales de Tajuña     |      |
| 09762  | Mayor Alta - Rana                         | 322 326 350B 350C 351 352 353              |                    | Perales de Tajuña     |      |
| 09761  | Plaza de la Constitución - Ayuntamiento   | 322 326 350B 350C 351 352 353              |                    | Perales de Tajuña     |      |
| 09763  | Mayor Baja - Avenida de la Paz            | 322 326 330 350B 350C 351 352 353          |                    | Perales de Tajuña     |      |
| 11452  | Av. Hermanos Gómez Cuétara - Instituto    | 350B 350C 351 352 353                      |                    | Villarejo de Salvanés |      |
| 10422  | Samuel Baltés - Madrid                    | 350B 350C 351 352 353                      |                    | Villarejo de Salvanés |      |
| 10413  | Plaza de España - Ayuntamiento            | 351                                        |                    | Villarejo de Salvanés |      |
| 10426  | Mayor - Ermita                            | 351                                        |                    | Villarejo de Salvanés |      |
| 18589  | Ctra. M-222 - Los Carrascales             | 351                                        |                    | Villarejo de Salvanés |      |
| 16269  | Ctra. Aranjuez Brea - Villarejo           | 351                                        |                    | Valdaracete           |      |
| 10427  | Ctra. Aranjuez Brea - Colegio             | 351                                        |                    | Valdaracete           |      |
| 17234  | Ctra. M-221 - Centro de Menores           | 351                                        |                    | Valdaracete           |      |
| 10011  | Mayor - Centro Médico                     | 351                                        |                    | Brea de Tajo          |      |
| 10428  | Plaza Felipe VI - Ayuntamiento            | 351                                        |                    | Brea de Tajo          |      |
| 10011  | Mayor - Centro Médico                     | 351                                        |                    | Brea de Tajo          |      |
| 17236  | Ctra. M-238 - Las Arcas del Pilar         | 351                                        |                    | Estremera             |      |
| 10429  | Puerta de Viñas - Av. Comunidad de Madrid | 351 355                                    |                    | Estremera             |      |

### Sentido Arganda del Rey
El recorrido de vuelta es parecido al de la ida. De hecho, es idéntico en todos los municipios por los que pasa salvo en Arganda del Rey. En este municipio, al llegar a la Avenida de Valencia, la línea se desvía en la segunda rotonda para tomar la calle Real, que recorre hasta la Plaza de la Constitución. Allí, toma la carretera de Loeches, haciendo dos paradas en el mismo sitio que a la ida. Una vez allí, hace una parada en la Avenida del Ejército y va directo a la Ronda Sur, enfrente del Hospital del Sureste. 
| Código | Parada                                           | Común con                                  | Conexión con Metro | Municipio             | Zona |
| ------ | ------------------------------------------------ | ------------------------------------------ | ------------------ | --------------------- | ---- |
| 15140  | Plaza Don Juan Carlos I - Ayuntamiento           | 351 355                                    |                    | Estremera             |      |
| 07286  | Don Manuel Martínez Aedo - Colegio               | 351 355                                    |                    | Estremera             |      |
| 10429  | Puerta de Viñas - Av.Comunidad de Madrid         | 351 355                                    |                    | Estremera             |      |
| 10428  | Plaza Felipe VI - Ayuntamiento                   | 351                                        |                    | Brea de Tajo          |      |
| 10010  | Mayor - Centro Médico                            | 351                                        |                    | Brea de Tajo          |      |
| 17233  | Ctra. M-221 - Centro de Menores                  | 351                                        |                    | Valdaracete           |      |
| 10011  | Mayor - Centro Médico                            | 351                                        |                    | Brea de Tajo          |      |
| 09506  | Ctra. Aranjuez Brea - Colegio                    | 351                                        |                    | Valdaracete           |      |
| 16268  | Ctra. Aranjuez Brea - Villarejo                  | 351                                        |                    | Valdaracete           |      |
| 18590  | Ctra. M-222 - Los Carrascales                    | 351                                        |                    | Villarejo de Salvanés |      |
| 09719  | Mayor - Ermita                                   | 351                                        |                    | Villarejo de Salvanés |      |
| 10423  | Plaza de España - Ayuntamiento                   | 351                                        |                    | Villarejo de Salvanés |      |
| 09722  | Samuel Baltés - Madrid                           | 350B 350C 351 352 353                      |                    | Villarejo de Salvanés |      |
| 11453  | Av. Hermanos Gómez Cuétara - Instituto           | 350B 350C 351 352 353                      |                    | Villarejo de Salvanés |      |
| 09723  | Mayor Baja - Avenida de la Paz                   | 322 326 350B 350C 351 352 353              |                    | Perales de Tajuña     |      |
| 09724  | Plaza de la Constitución - Ayuntamiento          | 322 326 350B 351 352 353                   |                    | Perales de Tajuña     |      |
| 09725  | Mayor Alta - Rana                                | 322 326 350B 350C 351 352 353              |                    | Perales de Tajuña     |      |
| 18159  | Mayor Alta - Rana                                | 322 326 350B 350C 351 352 353              |                    | Perales de Tajuña     |      |
| 11902  | Ctra. N-3 - Estación de Comunicaciones           | 322 326 350B 350C 351 352 353              |                    | Arganda del Rey       |      |
| 15444  | Real - Guardia Civil                             | 312 312A 320 322 326 350B 350C 1 2         |                    | Arganda del Rey       |      |
| 09788  | Real - Zarza                                     | 312 312A 320 322 326 350B 350C 1 2         |                    | Arganda del Rey       |      |
| 10299  | Pza. Constitución - Juan de la Cierva            | 312 312A 320 322 326 350B 350C 1 2         |                    | Arganda del Rey       |      |
| 07461  | Ctra. Loeches - Zoco                             | 312 312A 313 320 321 322 326 350B 350C 1 2 |                    | Arganda del Rey       |      |
| 10655  | Ctra. Loeches - Dr. Escribano Ortiz              | 285 313 320 321 322 326 350B 350C 1 2      | Arganda del Rey    | Arganda del Rey       |      |
| 10633  | Av. Ejército - Polígono Industrial San Sebastián | 312 312A 320 321 322 330 350B 350C 1       |                    | Arganda del Rey       |      |
| 17490  | Ronda Sur - Hospital del Sureste                 | 313 322 350B 350C 2 4                      |                    | Arganda del Rey       |      |